# Edyta Demby-Siwek
Edyta Demby-Siwek (ur. 1978 w Olsztynie) – urzędnik państwowy, polski i europejski rzecznik patentowy, w latach 2019–2025 prezes Urzędu Patentowego Rzeczypospolitej Polskiej.

## Życiorys
Absolwentka Uniwersytetu Warszawskiego (Wydział Prawa i Administracji) oraz studiów podyplomowych w zakresie ochrony własności przemysłowej na Uniwersytecie Jagiellońskim w Krakowie. Z Urzędem Patentowym RP związana od 2004 roku, kiedy rozpoczęła pracę w Departamencie Znaków Towarowych, uzyskując uprawnienia eksperta. Była także pełnomocnikiem Urzędu Patentowego RP w postępowaniach przed sądami administracyjnymi.
Brała udział w pracach organów Komisji Europejskiej, Światowej Organizacji Własności Intelektualnej oraz Urzędu Unii Europejskiej ds. Własności Intelektualnej i Europejskiej Organizacji Patentowej.
Od maja 2019 pełniła obowiązki Prezesa Urzędu Patentowego RP, a w październiku tego samego roku była prezesem tego Urzędu.
Od stycznia 2025 pełni funkcję zastępcy dyrektora wykonawczego Urzędu Unii Europejskiej ds. Własności Intelektualnej.